# Trojitske
Trojitske (ukrainska: Троїцьке) är en ort i Luhansk oblast i östra Ukraina, nära gränsen till Ryssland. Trojitske ingår i Svatove rajon och hade år 2021 ungefär 7 200 invånare.